# نيا دنيس
نيا دنيس (بالإنجليزية: Nia Dennis)‏ هي لاعبة جمباز فني أمريكية، ولدت في 3 فبراير 1999 في كولومبوس في الولايات المتحدة.

## وصلات خارجية
- نيا دنيس على موقع الاتحاد الدولي للجمباز (biography) (الإنجليزية)
- نيا دنيس على موقع الاتحاد الأمريكي للجمباز (الإنجليزية)